# Institut d'art et d'archéologie
L'Institut d'art et d'archéologie, dit aussi Centre Michelet, est un bâtiment du 6e arrondissement de Paris, situé au 8, avenue de l'Observatoire et au 3, rue Michelet, abritant actuellement les départements d'histoire de l'art des universités Panthéon-Sorbonne et Sorbonne Université (affectataire de l'édifice). Il a été conçu par l'architecte Paul Bigot entre 1925 et 1928. Il est depuis le 9 septembre 1996 classé aux monuments historiques.

## Histoire
La création de cet institut a été en partie motivée par le don de la Bibliothèque d'art et d'archéologie de Jacques Doucet en 1917, bibliothèque qu'il aurait été difficile de placer en Sorbonne. La construction du bâtiment fut rendue possible grâce au don de la marquise Arconati-Visconti qui offrit trois millions de francs-or. Lancé en 1920, le concours fut remporté par Paul Bigot mais le projet d'Azéma et Hardy fut remarqué lui aussi.

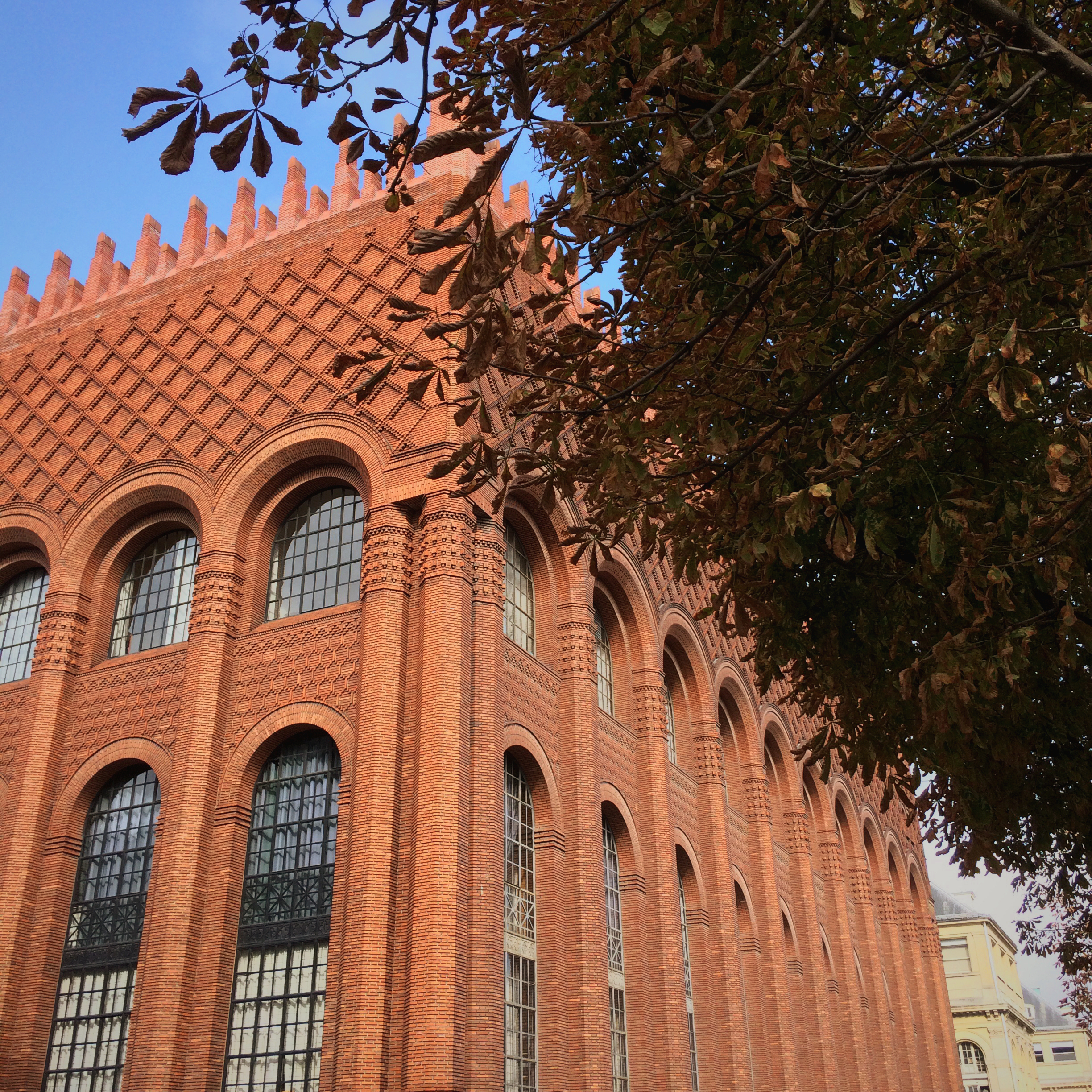
Vue depuis le jardin des Grands Explorateurs.

C'est autour de la bibliothèque qu'est conçue l'architecture de l'édifice, les couloirs et salles de cours enserrant la salle de lecture de chaque côté.
L'édifice a abrité l'exemplaire original de la maquette réalisée par Paul Bigot dite Plan de Rome. Installée au dernier étage du bâtiment, elle servait d'outil pédagogique pour l'enseignement de la topographie de la Rome antique. Elle subit des dégradations durant la Seconde Guerre mondiale et est finalement jetée par les fenêtres lors des événements de Mai 68.
Depuis 1971, les locaux du centre Michelet sont partagés entre l'UFR d'histoire de l'art et d'archéologie de l'université Paris I et l'UFR d'histoire de l'art et d'archéologie de l'université Paris IV (Faculté des lettres de Sorbonne Université à compter de 2018). En 1993, la Bibliothèque d'art et d'archéologie a été déplacée sur le site Richelieu laissé vacant par le déménagement des collections d'imprimés de la Bibliothèque nationale puis intégrée à l'Institut national d'histoire de l'art (INHA). Elle a été remplacée rue Michelet par une bibliothèque de 1er cycle commune aux étudiants de Paris 1 et SU.

## Organisation
L'édifice abrite les départements et unités de recherche liées à l'histoire de l'art des universités :
- Sorbonne Université
  - Faculté des Lettres de Sorbonne Université
    - UFR d’histoire de l’art et d’archéologie
    - Bibliothèque Michelet de l'Institut d’art et d’archéologie, ouverte en 1996
    - École doctorale Histoire de l’art et Archéologie (ED 124)
      - Centre de recherches sur l’Amérique préhispanique (CeRAP)
      - Centre de Recherche sur l’Extrême-Orient de Paris-Sorbonne (CREOPS, EA 2565)
- Université Paris I Panthéon-Sorbonne
  - École d'histoire de l'art et d'archéologie de la Sorbonne (UFR 03)
  - École doctorale d'archéologie (ED 112)

L'École doctorale d'histoire de l'art (ED 441) de l'université Paris I Panthéon-Sorbonne est située au 2, rue Vivienne au sein de l'Institut national d'histoire de l'art.
Le Centre André-Chastel, le laboratoire de recherche en histoire de l’art (UMR 8150) de la faculté des Lettres de Sorbonne Université, du CNRS et du ministère de la Culture est situé au 2, rue Vivienne au sein de l'Institut national d'histoire de l'art (INHA).